# Golden Bagel Award
Il Golden Bagel Award è un premio nato nel 2004 e che è stato assegnato fino al 2013 al tennista professionista che è riuscito a fare più "bagel" di tutti gli altri nel circuito ATP.

## Regolamento
Per qualificarsi, un giocatore deve essere classificato fra i primi 8 nel ranking mondiale ATP, oppure partecipare all'ATP World Tour Finals. Il vincitore è colui che ottiene più bagel fra il 1º gennaio e l'inizio del Masters di fine anno. Il sito dell'ATP è utilizzato come fonte ufficiale dei dati. Nel caso di pareggio, il vincitore si determina in base al numero di 6-1 (fries).

## Vincitori
| Anno | Vincitore         | # Bagel |
| ---- | ----------------- | ------- |
| 2004 | Roger Federer     | 11      |
| 2005 | Rafael Nadal      | 12      |
| 2006 | Roger Federer (2) | 18      |
| 2007 | David Ferrer      | 7       |
| 2008 | Rafael Nadal (2)  | 10      |
| 2009 | Rafael Nadal (3)  | 9       |
| 2010 | Robin Söderling   | 9       |
| 2011 | Novak Đoković     | 13      |
| 2012 | Novak Đoković (2) | 9       |
| 2013 | Novak Đoković (3) | 12      |

## Maggior numero di vittorie
| Nome            | Vittorie |
| --------------- | -------- |
| Rafael Nadal    | 3        |
| Novak Đoković   | 3        |
| Roger Federer   | 2        |
| David Ferrer    | 1        |
| Robin Söderling | 1        |

## Conteggio finale dei bagel

### 2004
1. Roger Federer, 11
2. Guillermo Coria, 7
3p. Gastón Gaudio, 4
3p. Tim Henman, 4
3p. Lleyton Hewitt, 4
3p. Andy Roddick, 4
7p. Carlos Moyá, 3
7p. Marat Safin, 3

### 2005
1. Rafael Nadal, 12
2. Guillermo Coria, 9
3. David Nalbandian, 8
4. Gastón Gaudio, 6
5. Nikolaj Davydenko, 5
6. Andre Agassi, 4
7p. Roger Federer, 3
7p. Fernando González, 3
7p. Lleyton Hewitt, 3
10p. Mariano Puerta1, 2
10p. Andy Roddick, 2
1Sebbene non fosse classificato fra i primi 8 al momento del Masters di fine anno, il finalista dell'Open di Francia 2005 Mariano Puerta subentrò ad Andre Agassi quando questi si ritirò dopo una sola partita.

### 2006
1. Roger Federer, 18
2. Nikolaj Davydenko, 12
3. David Nalbandian, 6
4. James Blake, 5
5. Andy Roddick, 4
6. Rafael Nadal, 2
7p. Ivan Ljubičić, 1
7p. Tommy Robredo, 1

### 2007
1. David Ferrer, 7, fries, 18
2. Roger Federer, 7, fries, 14
3. Novak Đoković, 6, fries, 21
4. Richard Gasquet, 6, fries, 12
5. Rafael Nadal, 5, fries, 24
6. Nikolaj Davydenko, 5, fries, 13
7. Andy Roddick, 2, fries, 9
8. Fernando González, 1, fries, 8

### 2008
1. Rafael Nadal,  	10
2. Andy Murray, 	9
3. Novak Đoković, 	8
4. Roger Federer, 	6
5. Juan Martín del Potro, 	4
6. Nikolaj Davydenko, 3
7. Jo-Wilfried Tsonga, 	2
8. Andy Roddick, 	1

### 2009
1. Rafael Nadal, 9, fries, 14
2. Novak Đoković, 6, fries, 20
3. Fernando Verdasco, 6, fries, 19
4. Andy Murray, 4, fries, 16
5. Roger Federer, 4, fries, 13
6. Nikolaj Davydenko, 3, fries, 11
6. Robin Söderling, 2, fries, 21
7. Andy Roddick, 2, fries, 11
8. Juan Martín del Potro, 1, fries, 12

### 2010
1. Robin Söderling, 9, fries, 13
2. David Ferrer, 7, fries, 11
3. Tomáš Berdych, 6, fries, 18
4. Rafael Nadal, 5, fries, 13
5. Roger Federer, 3, fries, 13
6. Novak Đoković, 2, fries, 23
7. Andy Murray, 2, fries, 12
8. Andy Roddick, 1, fries, 8

### 2011
1. Novak Đoković, 13, fries, 23
2. Andy Murray, 11, fries, 18
3. Janko Tipsarević, 11, fries, 12
4. Tomáš Berdych, 9, fries, 14
5. Rafael Nadal, 8, fries, 25
6. David Ferrer, 4, fries, 22
7. Roger Federer, 3, fries, 12
8. Mardy Fish, 3, fries, 11
9. Jo-Wilfried Tsonga, 2, fries, 6

### 2012
1. Novak Đoković, 9, fries, 30
2. David Ferrer, 9, fries, 16
3. Andy Murray, 5, fries, 21
4. Rafael Nadal, 5, fries, 15
5. Roger Federer, 4, fries, 13
6. Tomáš Berdych, 3, fries, 17
7. Juan Martín del Potro, 3, fries, 14
8. Jo-Wilfried Tsonga, 3, fries, 9
9. Janko Tipsarević, 2, fries, 9

### 2013
1. Novak Đoković, 12, fries, 18
2. Rafael Nadal, 9, fries, 16
3. David Ferrer, 7, fries, 28
4. Roger Federer, 5, fries, 11
5. Tomáš Berdych, 4, fries, 12
6. Richard Gasquet, 3, fries, 13
7. Juan Martín del Potro, 2, fries, 8
8. Stan Wawrinka, 0, fries, 15
9. Andy Murray, 0, fries, 12